# Protenor
Protenor is een geslacht van wantsen uit de familie van de Alydidae (Kromsprietwantsen). Het geslacht werd voor het eerst wetenschappelijk beschreven door Stål in 1868.

## Soorten
Het genus bevat de volgende soorten:

- Protenor australis Hussey, 1925
- Protenor belfragei Haglund, 1868
- Protenor imbecillis Scudder, 1890
- Protenor tropicalis Distant, 1881